# Індія на зимових Олімпійських іграх 1968
Індія на зимових Олімпійських іграх 1968 в Греноблі (Франція) була представлена одним спортсменом у гірськолижниму спорті. Індія удруге брала участь в зимовій Олімпіаді. Індійські спортсмени не здобули жодних медалей.

## Спортсмени
| Вид спорту          | Чоловіки | Жінки | Всього |
| ------------------- | -------- | ----- | ------ |
| Гірськолижний спорт | 1        | 0     | 1      |
| Всього              | 1        | 0     | 1      |

## Гірськолижний спорт
У гірськолижному спорті Індію представляв один спортсмен в трьох дисциплінах. Єремія Буяковський за національністю був поляком і народився в Індії в сім'ї польських мандрівників. Це були його другі зимові Ігри. У швидкісному спуску він став 53-м, у гігантському слаломі — 65-м, а у слаломі не пройшов класифікацію.
| Спортсмен          | Дисципліна                    | 1-й спуск | 1-й спуск | 2-й спуск | 2-й спуск | Сума    | Сума  |
| Спортсмен          | Дисципліна                    | Час       | Місце     | Час       | Місце     | Час     | Місце |
| ------------------ | ----------------------------- | --------- | --------- | --------- | --------- | ------- | ----- |
| Єремія Буяковський | швидкісний спуск (чоловіки)   |           |           |           |           | 2:11.82 | 53    |
| Єремія Буяковський | гігантський слалом (чоловіки) | 2:01.45   | 69        | 2:00.48   | 63        | 4:01.93 | 65    |

| Спортсмен          | Дисципліна        | Спуск 1 | Спуск 1 | Спуск 2 | Спуск 2 | Фінал      | Фінал      | Фінал      | Фінал      | Фінал      | Фінал      |
| Спортсмен          | Дисципліна        | Час     | Місце   | Час     | Місце   | Час 1      | Місце      | Час 2      | Місце      | Разом      | Місце      |
| ------------------ | ----------------- | ------- | ------- | ------- | ------- | ---------- | ---------- | ---------- | ---------- | ---------- | ---------- |
| Єремія Буяковський | слалом (чоловіки) | DNF     | –       | 57.78   | 2       | не пройшов | не пройшов | не пройшов | не пройшов | не пройшов | не пройшов |